# Malmö Tigers Wrestling Team
Malmö Tigers Wrestling Team, informellt Malmö Tigers, är en brottarklubb verksam i stadsdelen Rosengård i Malmö.

## Historia
Klubben bildades år 1996 genom en sammanslagning av brottarklubbarna BK Centrum och BK Björnvid som båda bedrivit verksamhet på Rosengård sedan 1970-talet. Malmö Tigers har utmärkt sig genom framgångar i individuella tävlingar på nationell och internationell nivå, och klubben har varit plantskola för flera kända utövare, bland annat Europamästaren Kim Holk och SM-medaljörerna Omid Mosavi, Johan Jörliden, Fisnik Zahiti och Ilir Latifi.
Klubben eller föregångaren, BK Centrum, har även fostrat brottare som Isaak Theodoridis, Panos Theodoridis, Robert Hansson, Richard Svensson, Stefan Åkesson.
Den 3 februari 2018 vann Alexander Bica sitt första SM-guld för klubben.
I maj 2018 vann Alexander Bica även ett NM-guld
I februari samma år vann Armando Molin SM-guld